# 4-Nitrobrenzcatechin
4-Nitrobrenzcatechin ist eine chemische Verbindung, die sowohl zu den Phenolen, als auch zu den Nitroaromaten gehört.

## Darstellung
4-Nitrobrenzcatechin kann durch Reaktion von Brenzcatechin mit Schwefelsäure und Natriumnitrit gewonnen werden. Wird ein Überschuss von Nitrierungsmittel verwendet, entsteht 3,4-Dinitrobrenzcatechin. Eine ähnliche Synthese mit Kaliumnitrat wurde ebenfalls beschrieben.
Bei der Reaktion von Brenzcatechin mit rauchender Salpetersäure in Ether entsteht ein Gemisch aus 3-Nitrobrenzcatechin und 4-Nitrobrenzcatechin. Dieses Gemisch kann durch Extrahieren mit Petrolether leicht getrennt werden, da nur das 3-Nitrobrenzcatechin in Petrolether löslich ist.
Ebenso ist die Synthese durch die Elbs-Oxidation von 4-Nitrophenol möglich.

## Eigenschaften

### Physikalische Eigenschaften
4-Nitrobrenzcatechin ist in Wasser, Ethanol und Ether leicht löslich, in Benzol schwer löslich.
In Alkalien löst es sich mit purpurner Farbe, der Farbumschlag ist sehr empfindlich, sodass es als Indikator eingesetzt werden kann.

### Chemische Eigenschaften
Versetzt man eine wässrige Lösung von 4-Nitrobrenzcatechin mit Bariumhydroxid, bildet sich ein neutrales Bariumsalz, das in dunkelroten Blättchen mit drei Molekülen Wasser kristallisiert. Es gibt bei 130 °C sein Kristallwasser ab, das Anhydrat ist dunkelgrün gefärbt.
Bei der Reduktion mit Zinn und Salzsäure entsteht 4-Aminobrenzcatechin.